# Gogoplata

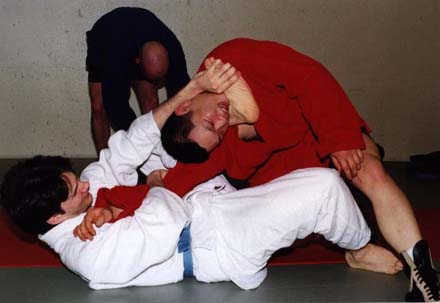
De Locoplata: een variant van de Gogoplata wurghouding

Gogoplata is een wurggreep afkomstig uit het Braziliaans Jiu Jitsu. Een ander woord voor Gogoplata is Chin Choke, wat verwijst naar een Figure-Four Chokehold in de kinstreek. Ook wordt de Gogoplata gebruikt bij freefight of judo. In judo wordt dit Kagato-Jime genoemd.

## Uitvoering
Op de grond liggend worden de benen in een soort schaar rond het lichaam van de tegenstander geklemd daarna wordt het rechterbeen onder de keel van de tegenstander gezet en het linkerbeen wordt over het rechterbeen gehaakt, zodat de benen het uitzicht hebben van het cijfer vier. Dan trekt men de tegenstander zijn hoofd naar beneden om hem te doen stikken over het rechterbeen.
Deze greep is vooral gekend bij het Submission Wrestling omdat het een sterke wurggreep is waarmee je je tegenstander tot overgave kan dwingen.

## Gogoplata in Professioneel worstelen
Gogoplata is een worstelgreep die in 2008 gebruikt werd door Mark Calaway (The Undertaker). Deze worstelgreep werd door Vickie Guerrero, de manager van Smackdown, verboden omdat The Undertaker naar haar mening de greep gebruikt zou hebben om mensen erg te verwonden. Vickie waarschuwde The Undertaker dat als hij de greep nogmaals zou gebruiken, hij verbannen zou worden van de WWE (World Wrestling Entertainment). The Undertaker negeerde de waarschuwing en gebruikte Gogoplata op worstelaar 'Edge', die op dat moment Vickie's verloofde was, waardoor hij verbannen werd van de WWE. Sinds 2009 is de greep weer toegestaan en heeft de naam "Hell's Gate".

## Verschil met de Triangle Choke
Het verschil tussen de Gogoplata en de Triangle Choke is dat je bij de Gogoplata je rechterbeen onder de keel van de tegenstander legt en je linkerbeen over het rechterbeen haakt zodat je benen het uitzicht hebben van het cijfer vier. Dan trek je de tegenstander zijn hoofd naar beneden om hem te stikken over je rechterbeen.
Bij de Triangle Choke legt men het rechterbeen in de nek en houdt de rechterarm van de tegenstander tussen de benen door in gestrekte positie terwijl men het linkerbeen om het rechterbeen haakt en zo het uitzicht krijgt van het cijfer vier of van een driehoek (vandaar "Triangle").